# VK Bečej
VK Bečej (em sérvio:  Vaterpolo klub Bečej) foi um clube de polo aquático sérvio da cidade de Bečej. Disputou Liga Sérvia. Foi um dos clubes mais vitoriosos do polo aquático europeu na década de 90.

## História
VK Bečej foi fundado em 1947 na então Iugoslávia, e permaneceu até 2012, no qual sofreu grave crise e foi fechado.

## Títulos
- LEN Champions League (7)
  - 1999-2000
- Liga Sérvia (26)
  -  : 1996, 1997, 1998, 1999, 2000 e 2001
- Copa da Sérvia
  - 1996, 1997, 1998, 1999, 2000 e 2001